# Árabe antiguo
Se denomina árabe antiguo a la primera etapa atestiguada de la lengua árabe, que comienza con la primera certificación de nombres personales en el siglo IX a. C. y culmina en la codificación del árabe clásico a partir del siglo VII d. C. Las primeras inscripciones del árabe antiguo están escritas en los alfabetos safaítico e hismaico, y se expresó principalmente en una escritura nabatea modificada después de la desaparición del reino nabateo. Además, algunas inscripciones de árabe antiguo están atestiguadas en los alfabetos dadanítico y griego, estas últimas han demostrado ser indispensables en la reconstrucción de la fonología del árabe antiguo.

## Clasificación
El árabe antiguo y sus variedades son lenguas semíticas centrales y están estrechamente relacionados con las lenguas semíticas noroccidentales, así como con las lenguas de las inscripciones dadaníticas y taymaníticas y las lenguas poco entendidas denominadas tamúdicas y las lenguas antiguas de Yemen escritas en abecedario árabe meridional del sur de Arabia. Sin embargo, el árabe antiguo se distingue de todos ellos por las siguientes innovaciones:
1. Partículas negativas m */mā/; lʾn */lā-ʾun/ > CAr lan
2. mafʿūl G-participio pasivo
3. Preposiciones y adverbios f, ʿn, ʿnd, ḥt, ʿkdy
4. Un subjuntivo en -a
5. t-demostrativos
6. Nivelación del alomorfo -at de la terminación femenina
7. ʾn complementario y subordinador
8. El uso de f- para introducir cláusulas modales
9. Pronombre de objeto independiente en (ʾ)y
10. Vestigios de nunación

Una característica del dialecto inmediatamente ancestral del árabe clásico (antiguo Hijazi) es el artículo definitivo árabe al-. La evidencia inscriptiva más temprana de este artículo se encuentra en una inscripción del siglo I a. C. en Qaryat al-Faw (antiguamente Qaryat Dhat Kahil, en Arabia Saudita). Existe incluso un testimonio literario anterior (del siglo V a. C.), en el epíteto de una diosa que Heródoto (Historias I:131, III:8) cita en su forma árabe preclásica como Alilat (Ἀλιλάτ o ʼAl-ʼilat), que significa «La Diosa».

## Historia

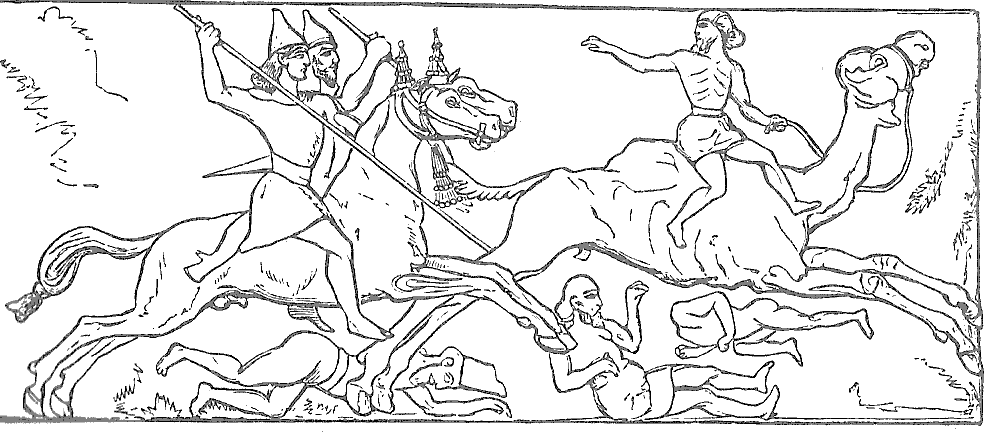
Jinetes asirios persiguen y derrotan a los soldados árabes.

Los primeros testimonios de árabe son nombres de pila que se remontan al período asirio. Desde el siglo II a. C. en adelante, los nombres personales están atestiguados en las inscripciones nabateas y la influencia substratal del árabe nabateo se puede demostrar en el idioma nabateo. Datando del siglo I a. C., las inscripciones safaíticas e hispanas, concentradas en Hauran e Hisma, respectivamente, dan fe de las formas de árabe utilizadas por los nómadas de esas regiones.
Durante la Antigüedad tardía se vivió una arabización lingüística en Yemen en el siglo VI, especialmente en el idioma del comercio y entre los militares, y siguiendo la influencia del reino tribal Kindah, en Palestina y, como era de esperar, en áreas donde se usaba la escritura del árabe antiguo septentrional. Sin embargo, el alfabeto nabateo no reemplazó funcionalmente la escritura del árabe antiguo septentrional, y la desaparición de las inscripciones en árabe antiguo septentrional pudo haber tenido más que ver con la integración de los pueblos que las produjeron en una sociedad árabe emergente en la que el rol cotidiano de estos pueblos había cambiado.

## Dialectos, acentos, y variedades
Las inscripciones safaíticas pertenecen a un continuum dialectal del árabe antiguo que también incluía el dialecto hablado en partes de Nabataea y el idioma expresado por las inscripciones hismaicas.
Un continuum diferente, el Antiguo Ḥigāzī, subyace en el Texto Consonantal Coránico y se convirtió en el registro literario y el dialecto de prestigio hablado en el Califato Omeya. Una forma más avanzada es el primer papiro atestiguado y dio lugar a los primeros coloquios árabes encontrados en las transcripciones griegas.

## Fonología

### Consonantes
|                   |                   | Labial     | Dental    | Dental       | Denti-Alveolar | Denti-Alveolar | Palatal   | Velar      | Velar      | Faringeal | Glotal    |
| Sencillo          | Enfático          | Labial     | Sencillo  | Enfático     | Sencillo       | Enfático       | Palatal   |            |            | Faringeal | Glotal    |
| ----------------- | ----------------- | ---------- | --------- | ------------ | -------------- | -------------- | --------- | ---------- | ---------- | --------- | --------- |
| Nasal             | Nasal             | [m] m – م  |           |              | [n] n – ن      |                |           |            |            |           |           |
| Oclusiva          | sorda             | [pʰ] p – ف |           |              | [tʰ] t – ت     | [tʼ] ṭ – ط     |           | [kʰ] k – ك | [kʼ] q – ق |           | [ʔ] ʾ – ء |
| Oclusiva          | sonora            | [b] b – ب  |           |              | [d] d – د      |                |           | [g] g – ج  |            |           |           |
| Fricativa         | sorda             |            | [θ] ṯ – ث | [tθʼ] ẓ1 – ظ | [s] s – س      | [tsʼ] ṣ – ص    |           | [x] ẖ – خ  |            | [ħ] ḥ – ح | [h] h – ه |
| Fricativa         | sonora            |            | [ð] ḏ – ذ |              | [z] z – ز      |                |           | [ɣ] ġ – غ  |            | [ʕ] ʿ – ع |           |
| Fricativa lateral | Fricativa lateral |            |           |              | [ɬ] s2 – ش     | [tɬʼ] ḍ1 – ض   |           |            |            |           |           |
| Lateral           | Lateral           |            |           |              | [l] l – ل      |                |           |            |            |           |           |
| Vibrante          | Vibrante          |            |           |              | [r] r – ر      |                |           |            |            |           |           |
| Aproximante       | Aproximante       |            |           |              |                |                | [j] y – ي | [w] w – و  |            |           |           |

^ 1 El enfático interdental y lateral fueron sonoros en el antiguo Higazi, en contraste con el antiguo árabe septentrional, donde permanecieron sordos.

### Vocales
|          | corta     | corta    | larga     | larga |
| anterior | posterior | anterior | posterior |       |
| -------- | --------- | -------- | --------- | ----- |
| cerrada  |           |          | iː        | uː    |
| media    | e         | o        |           |       |
| abierta  | a         | a        | aː        | aː    |

|          | corta     | corta    | larga     | larga |
| anterior | posterior | anterior | posterior |       |
| -------- | --------- | -------- | --------- | ----- |
| cerrada  | i         | u        | iː        | uː    |
| media    | e         |          | eː        | oː    |
| abierta  | a         | a        | aː        | aː    |

## Gramática

### Protoárabe
|            | Triptota | Diptota | Dual  | Plural masculino | Plural femenino |
| ---------- | -------- | ------- | ----- | ---------------- | --------------- |
| Nominativo | -un      | -u      | -āni  | -ūna             | -ātun           |
| Acusativo  | -an      | -a      | -ayni | -īna             | -ātin           |
| Genitivo   | -in      | -a      | -ayni | -īna             | -ātin           |

Los sustantivos protoárabes podrían tomar una de las cinco declinaciones anteriores en su forma suelta básica.

### Árabe nabateo
|            | Triptota     | Diptota | Dual          | Plural masculino | Plural femenino |
| ---------- | ------------ | ------- | ------------- | ---------------- | --------------- |
| Nominativo | (ʾal-)...-o  | -∅      | (ʾal-)...-ān  | (ʾal-)...-ūn     | (ʾal-)...-āto?  |
| Acusativo  | (ʾal-)...-Un | -∅      | (ʾal-)...-ayn | (ʾal-)...-īn     | (ʾal-)...-āte?  |
| Genitivo   | (ʾal-)...-e  | -∅      | (ʾal-)...-ayn | (ʾal-)...-īn     | (ʾal-)...-āte?  |

La inscripción ʿEn ʿAvdat en la escritura nabatea que data de no más de 150 muestra que la [n] final se había eliminado en triptotes indeterminados, y que las vocales cortas finales del estado determinado estaban intactas. El texto reconstruido de la inscripción es el siguiente:
1. pa-yapʿal lā pedā wa lā ʾaṯara
2. pa-kon honā yabġe-nā ʾal-mawto lā ʾabġā-h
3. pa-kon honā ʾarād gorḥo lā yorde-nā[7]

- «Y él no actúa ni en beneficio ni en favor, y si la muerte nos reclama, no se me reclame. Y si ocurre una aflicción, no nos aflija».[8]

### Safaítico
|            | Triptota     | Diptota | Dual          | Plural masculino | Plural femenino |
| ---------- | ------------ | ------- | ------------- | ---------------- | --------------- |
| Nominativo | (ʾal-)...-∅  | -∅      | (ʾal-)...-ān  | (ʾal-)...-ūn     | (ʾal-)...-āt    |
| Acusativo  | (ʾal-)...-Un | -∅      | (ʾal-)...-ayn | (ʾal-)...-īn     | (ʾal-)...-āt    |
| Genitivo   | (ʾal-)...-∅  | -∅      | (ʾal-)...-ayn | (ʾal-)...-īn     | (ʾal-)...-āt    |

La inscripción A1 del siglo III o IV en un alfabeto griego en un dialecto que muestra afinidades con la de las inscripciones safaíticas muestra que se habían perdido las vocales finales cortas cortas, borrando la distinción entre el caso nominativo y genitivo en singular, dejando el acusativo. El único caso marcado:
- ʾAws (bin) ʿūḏ (?) (bin) Bannāʾ (bin) Kazim ʾal-ʾidāmiyy ʾatawa miś-śiḥāṣ; ʾatawa Bannāʾa ʾad-dawra wa yirʿaw baqla bi-kānūn
- «'Aws hijo de ʿūḏ (?) hijo de Bannāʾ hijo de Kazim, el ʾidāmite vino debido a la escasez; vino a Bannāʾ en esta región y pastorearon hierba fresca durante Kānūn».

### Antiguo Hijazi (texto coránico consonántico)
|            | Triptota | Triptota  | Diptota | Dual          | Plural masculino | Plural femenino |
| ---------- | -------- | --------- | ------- | ------------- | ---------------- | --------------- |
| Nominativo | -∅       | ʾal-...-∅ | -∅      | (ʾal-)...-ān  | (ʾal-)...-ūn     | (ʾal-)...-āt    |
| Acusativo  | -ā       | ʾal-...-∅ | -∅      | (ʾal-)...-ayn | (ʾal-)...-īn     | (ʾal-)...-āt    |
| Genitivo   | -∅       | ʾal-...-∅ | -∅      | (ʾal-)...-ayn | (ʾal-)...-īn     | (ʾal-)...-āt    |

El texto consonante coránico presenta un paradigma ligeramente diferente al safaítico, en el que no hay distinción de casos con triptotas determinadas, pero el acusativo indefinido está marcado con un /'/ final.

## Sistemas de escritura

### Hismáico y safaítico
Los textos compuestos en ambos alfabetos son casi 50.000 especímenes que proporcionan una visión bastante detallada del árabe antiguo.

### Dadanítico
Un solo texto, JSLih 384, compuesto en la escritura dadanítica, del noroeste de Arabia, proporciona el único ejemplo no-nabateo del árabe antiguo del Hijaz.

### Nabateo
Solo dos textos compuestos completamente en árabe se han descubierto en la escritura nabatea. La inscripción En Avdat contiene dos líneas de una oración árabe o himno incrustado en una inscripción votiva aramea. La segunda es la inscripción de Namarah, 328 d. C., que se erigió a unos 60 kilómetros al sureste de Damasco. La mayoría de los ejemplos del árabe provienen de la influencia substratal que el idioma ejerció sobre el arameo nabateo.

### Árabe-nabateo de transición
Un corpus creciente de textos tallados en una escritura transicional entre el arameo clásico nabateo y lo que ahora se llama el alfabeto árabe del noroeste de Arabia proporciona más material léxico y morfológico para las etapas posteriores del árabe antiguo en esta región. Los textos proporcionan información importante sobre el desarrollo de la escritura árabe a partir de su antepasado nabateo y son un vistazo importante de los dialectos del antiguo Ḥigāzī.

### Árabe
Solo se conocen tres inscripciones cortas en la escritura árabe totalmente desarrollada desde el período preislámico. Provienen de la Siria del siglo VI e.c., dos de la región sur en las fronteras de Hawran, Jabal Usays (528 e.c.) y Harrán (568 e.c.), y uno de Zabad (512 e.c.), una ciudad cerca de Alepo. Arrojan poca luz sobre el carácter lingüístico del árabe y son más interesantes por la información que proporcionan sobre la evolución de la escritura árabe.

### Griego
La evidencia fragmentaria en la escritura griega, Graeco-Arabica, es igualmente crucial para ayudar a completar nuestra comprensión del árabe antiguo. Abarca ejemplos de transcripción en árabe antiguo en griego de fuentes documentales. La ventaja de la escritura griega es que nos da una visión clara de las vocales del árabe antiguo y puede arrojar luz importante sobre la realización fonética de los fonemas del árabe antiguo. Finalmente, se conoce un solo texto árabe preislámico compuesto en letras griegas, etiquetado como A1.